# Paul Vandenberghe
Paul Vandenberghe (31 de julio de 1916 – 2 de mayo de 1961) fue un dramaturgo, guionista, director y actor cinematográfico de nacionalidad francesa.
Nacido en Ruan, Francia, falleció en París, Francia.

## Filmografía

### Director
- 1949 : On ne triche pas avec la vie, codirigida con René Delacroix
- 1956 : Les Mains liées, codirigida con Aloysius Vachet y Roland Quignon

### Guionista
- 1945 : J'ai dix-sept ans, de André Berthomieu
- 1946 : Gringalet, de André Berthomieu
- 1946 : Pas si bête, de André Berthomieu
- 1946 : Amour, Délices et Orgues, de André Berthomieu
- 1948 : Blanc comme neige, de André Berthomieu
- 1949 : Le Cœur sur la main, de André Berthomieu
- 1949 : On ne triche pas avec la vie
- 1950 : Plus de vacances pour le Bon Dieu, de Robert Vernay
- 1951 : Le Roi des camelots, de André Berthomieu
- 1951 : Mademoiselle Josette, ma femme, de André Berthomieu
- 1951 : Chacun son tour, de André Berthomieu
- 1953 : Le Dernier Robin des Bois, de André Berthomieu
- 1953 : L'Œil en coulisses, de André Berthomieu
- 1956 : La Joyeuse Prison, de André Berthomieu
- 1958 : Le Tombeur, de René Delacroix

### Actor
- 1946 : Gringalet, de André Berthomieu
- 1949 : On ne triche pas avec la vie
- 1956 : Les Mains liées